# Systropus laqueatus
Systropus laqueatus är en tvåvingeart som först beskrevs av Günther Enderlein 1926.  Systropus laqueatus ingår i släktet Systropus och familjen svävflugor. Inga underarter finns listade i Catalogue of Life.